# Krîvorudka, Krasîliv
Krîvorudka (în ucraineană Криворудка) este localitatea de reședință a comunei Krîvorudka din raionul Krasîliv, regiunea Hmelnîțkîi, Ucraina.

## Demografie
Componența lingvistică a localității Krîvorudka
     Ucraineană (99,03%)
     Alte limbi (0,97%)
Conform recensământului din 2001, majoritatea populației localității Krîvorudka era vorbitoare de ucraineană (99,03%), existând în minoritate și vorbitori de alte limbi.